# Chilenischer Unabhängigkeitskrieg
Rancagua – Chacabuco – Cancha Rayada – Maipú
Der Chilenische Unabhängigkeitskrieg war ein bewaffneter Konflikt zu Beginn des 19. Jahrhunderts zwischen chilenischen Unabhängigkeitsbefürwortern einerseits und den spanischen Kolonialherren und chilenischen Royalisten andererseits. Der Krieg war ein Teil der südamerikanischen Unabhängigkeitskriege und endete mit der Unabhängigkeit Chiles von Spanien.
Der Konflikt begann im September 1810 mit der Bildung einer der spanischen Monarchie gegenüber loyalen Junta als Übergangsregierung, die mit dem von Napoleon Bonaparte eingesetzten neuen König von Spanien, Joseph Bonaparte, nicht einverstanden war und die Rückkehr Ferdinands VII. auf den spanischen Thron erwartete. Dies begünstigte jedoch auch die patriotisch und extremistisch eingestellten Politiker, die große Reformen und weitgehende Unabhängigkeit forderten sowie mit der Zeit auch militärische Mittel einsetzten, womit sich der Konflikt als Unabhängigkeitsbewegung auf das ganze Land ausweitete – und dabei die Meinung in der Bevölkerung spaltete.
Nach einer ersten Phase der liberalen Reformen, Wahlen zu einem Kongress und bereits einiger, wenn auch königstreuer, Revolten von 1810 bis 1814, bekannt als Patria Vieja (Altes Vaterland), errangen zunächst die Spanier – mit restaurierter Monarchie unter Ferdinand VII. – in der Reconquista (Rückeroberung) zwischen 1814 und 1817 wieder die Macht zurück, bevor die chilenischen Unabhängigkeitsführer, mit argentinischer Hilfe, ab 1817 in der Patria Nueva (Neues Vaterland) Chile bis 1821 bzw. 1826 endgültig befreien konnten, jedoch noch lange innere Konflikte auszufechten hatten.

## Vorgeschichte
Das Gebiet des heutigen Chile war seit dem 16. Jahrhundert als eine Kolonie des Spanischen Königreiches ausgebaut worden (→ Geschichte Chiles). Als Generalkapitanat Chile zählte es zum Vizekönigreich Peru, war allerdings als abgelegener und armer Bestandteil weniger im Blickpunkt der Kolonialherren als etwa die Gegenden des heutigen Peru oder Kolumbien (Vgl. zu Landesgrenzen und Bevölkerung auch: Bevölkerung der iberischen Kolonien in Südamerika am Ende der Kolonialzeit.) Gouverneur war bis zu seinem Tod im Februar 1808 der respektierte und beliebte Luis Muñoz de Guzmán. Sein Nachfolger wurde als ranghöchster Militär Francisco Antonio García Carrasco, der allerdings weit weniger guten Kontakt zur einheimischen Bevölkerung hatte als sein Vorgänger.

Generalkapitanat Chile 1776–1818

Unterdessen änderte sich im Mutterland Spanien die Lage dramatisch. Im Krieg gegen die französischen Truppen Napoleon Bonapartes (→ Napoleonische Kriege auf der Iberischen Halbinsel) verlor König Ferdinand den Thron am 6. Mai 1808 an Napoleon und wurde in Valençay gefangen gehalten. Napoleon erklärte seinen Bruder Joseph Bonaparte zum neuen König von Spanien. Die königstreuen spanischen Kräfte bildeten die Junta Suprema Central und später die Ständeversammlung der Cortes von Cádiz.
Die Nachrichten vom Krieg in Spanien erreichten Südamerika im August 1808. Ferdinands Schwester Charlotte Joachime von Spanien war mit ihrer Familie nach Rio de Janeiro geflohen. Ein Teil der Royalisten (die sogenannten Carlotistas) sahen in ihr die legitime Vertreterin der Herrscherfamilie und wollten ihr die Macht in Südamerika übertragen. Demgegenüber vertraten die Absolutistas die Auffassung, dass nur Ferdinand das Herrschaftsrecht habe. Gegen die Position der Royalisten standen die Juntistas, die eine eigene Junta aus einheimischen Bürgern bilden wollten, um in Abwesenheit einer funktionierenden und legitimen Regierung das Land zu verwalten.
1809 bewegte der Scorpion-Skandal das Land: Gouverneur García Carrasco und sein Sekretär Juan Martínez de Rozas waren in den Überfall auf ein Schmugglerschiff verwickelt und hatten die Räuber und Mörder vor strafrechtlichen Konsequenzen bewahrt, womit sie ihren letzten Respekt beim Volk verloren.
Im Juni 1810 kamen Nachrichten aus Europa, dass die Franzosen das spanische Cádiz belagerten. Garciá Carrasco, der die Position der Carlotistas vertrat, ergriff daraufhin scharfe Maßnahmen gegen politisch Andersdenkende. Dies erzeugte Unruhe und am 16. Juli 1810 wurde der verhasste Gouverneur zum Abdanken gezwungen. Als ranghöchster Offizier übernahm mit Mateo de Toro Zambrano y Ureta der erste im Lande geborene Kreole das Amt des Gouverneurs. Er war zu diesem Zeitpunkt bereits 82 Jahre alt. In Lima hatte der Vizekönig bereits Francisco Javier de Elío zum Nachfolger García Carrascos berufen, dieser war aber in Montevideo mit dem Erhalt seiner Position gegenüber den rebellierenden Bauern am Río de la Plata vollauf beschäftigt.
Toro Zambrano wurde von den Juntistas bedrängt, die Regierungsgewalt einem Gremium zu übertragen. Nach einigem Zögern berief er für den 18. September 1810 um 9 Uhr eine Zusammenkunft im Rathaus zusammen, um das Thema zu besprechen. Dieser Tag gilt als Beginn der chilenischen Unabhängigkeitsbestrebungen und ist heute chilenischer Nationalfeiertag.

## Die erste Junta

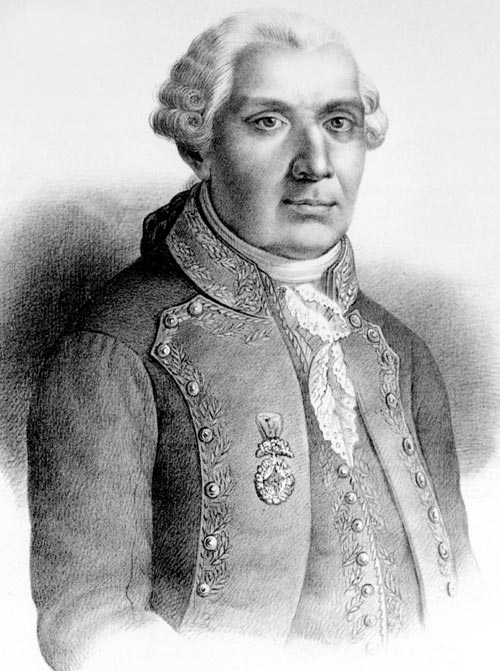
Mateo de Toro Zambrano y Ureta, Präsident der ersten Junta

Die Juntistas übernahmen bei diesem Treffen schnell das Ruder. Mit Rufen „Wir wollen eine Junta!“ stürmten sie die Bühne. Toro Zambrano soll seinen Gouverneursstab auf den Tisch gelegt haben und mit den Worten: „Hier ist der Stab, nehmt ihn und herrscht“ die Macht übergeben haben. Man entschied sich, eine Junta zu bilden, die dieselben Kompetenzen haben sollte wie der bisherige Gouverneur. Sie setzte sich wie folgt zusammen:
| Position      | Name |
| ------------- | --- |
| Präsident     | Mateo de Toro Zambrano y Ureta                                                                                                   |
| Vizepräsident | José Martínez de Aldunate |
| Mitglieder    | Fernando Márquez de la Plata Juan Martínez de Rozas Ignacio de la Carrera Colonel Francisco Javier de Reyna Juan Enrique Rosales |
| Sekretäre     | José Gaspar Marín José Gregorio Argomedo                                                                                         |

Erste Amtshandlung war ein Treueschwur gegenüber König Ferdinand. Danach wurden Handels- und Zollfragen geklärt, ein Nationaler Kongress einberufen, dessen 42 gewählte Vertreter 1811 zusammenkommen sollten. Schließlich beschloss die Junta die Bildung einer Miliz, um Chile zu verteidigen.
Die Mehrheit in der Versammlung zählte zu den Moderaten (spanisch: moderados) unter der Führung von José Miguel Infante. Sie wollten lediglich eine Übergangsregierung bis zur Rückkehr König Ferdinands und standen Reformen skeptisch gegenüber. Die Extremisten (spanisch: extremistas oder exaltados) hingegen strebten eine stärkere Unabhängigkeit vom Mutterland und weitgehende innere Autonomie an, ihr Anführer war Martínez de Rozas. Schließlich gab es noch die Royalisten (spanisch: realistas), die den Status quo behalten wollten und jede Form von Reform oder Selbstverwaltung ablehnten.

## Erster Kongress und Figueroa-Revolte

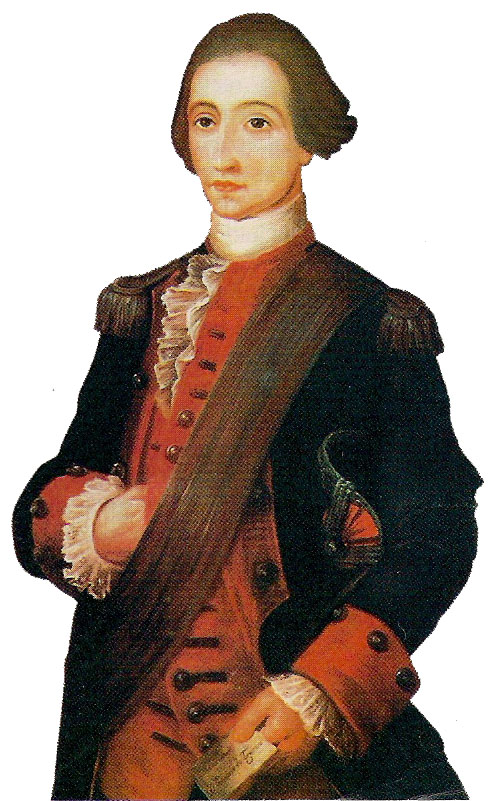
Tomás de Figueroa

Bis März 1811 wurden die Delegierten für den Kongress gewählt. Die Wahlen ergaben einen leichten Vorsprung der Moderaten vor den Extremisten, die Royalisten waren naturgemäß abgeschlagen. In Concepción und Santiago de Chile standen die Delegiertenwahlen noch aus, als am 1. April 1811 der royalistisch gesinnte Oberst Tomás de Figueroa eine Revolte unternahm, die aber scheiterte. Figueroa wurde hingerichtet, und in der Folge der königliche Gerichtshof, die Real Audiencia von Chile, wegen vermeintlicher Komplizenschaft für abgesetzt erklärt. Bei den folgenden Wahlen errangen die Moderaten zwar alle sechs Delegiertensitze für Santiago, in der Folge vertieften sich aber die Gräben zwischen Moderaten und Extremisten, wobei die Idee eines völlig unabhängigen Chiles zunehmend Unterstützung fand.
Am 4. Juli 1811 trat der Kongress erstmals zusammen. Die Zusammensetzung mit zwölf Delegierten aus Santiago anstelle der ursprünglich vorgesehenen sechs führte ebenso zu Streit wie die Frage, ob das Land verpflichtet sei, finanzielle Abgaben für den spanischen Kampf gegen Napoleon zu entrichten. Royalisten und Teile der Moderaten befürworteten dies, während die Extremisten mit Hinweis auf die Armut des Landes eine Zahlung ablehnten.

## Der Septemberputsch der Carreras
Zu dieser Zeit (Ende Juli 1811) kehrte der junge Offizier José Miguel Carrera aus Spanien zurück in seine Heimat, schloss sich dem radikalen Flügel der Unabhängigkeitsbewegung an und übernahm rasch dessen Führung. Unregelmäßigkeiten bei den Kongresswahlen waren der Auslöser dafür, dass Carrera und seine Brüder Juan José und Luis die Macht per Handstreich übernehmen wollten. José strebte zunächst eine Verhandlungslösung mit den gemäßigten Kräften an, konnte aber keinen Erfolg erzielen. Am 4. September 1811 putschten die Carreras und versuchten die Royalisten aus dem Kongress zu verdrängen. Am nächsten Tag ersetzten unabhängigkeitsorientierte Vertreter aus Concepción die bisherigen Abgeordneten.
So wurden im Kongress gewaltsam die Mehrheitsverhältnisse zugunsten der Extremisten verschoben, aber zu einer formalen Unabhängigkeitserklärung konnte sich das Plenum noch nicht durchringen. Stattdessen bekräftigte man das Loyalitätsgelübde der Ersten Junta. Zugleich wurden eine Reihe liberaler Reformen auf den Weg gebracht: Erste Schritte führten zu einer Abschaffung der Sklaverei, Handelsfreiheit und kommunale Selbstverwaltung wurden gestärkt, die Gehälter der Staatsbediensteten gekürzt und die Vertreter der Kirche aus Steuergeldern bezahlt. So wollte man verhindern, dass die Kirche sich für ihren Unterhalt wie bisher am Volk schadlos hielt.

## Zweiter Putsch von Carrera

Flagge des patria vieja (1812–1814)

Trotz dieser Fortschritte in seinem Sinne unternahm José Carrera am 15. November 1811 einen zweiten Putsch. Als Gründe nannte er, dass die Zusammensetzung nicht dem Wahlergebnis entspreche – obwohl er selbst im September eine gewaltsame Neubesetzung einiger Sitze erzwungen hatte – und dass das Land für eine Gewaltenteilung noch nicht reif sei. Darüber hinaus (aber das vertraute er nur seinem Tagebuch an) ging es um eine Familienrivalität zwischen der Familie Larraín, denen er die Herrschaft über den Kongress vorwarf und den Carreras. An die Spitze des Staates stellte er ein Triumvirat aus José Gaspar Marín, der schon der ersten Junta angehört hatte – für Coquimbo, Bernardo O’Higgins – als Ersatz für den Rivalen Rozas – für Concepción und sich selbst für Santiago.
Zwei Wochen später löste er den Kongress auf. Aus Protest traten Marín und O’Higgins von ihren Ämtern zurück und überließen Carrera die absolute Macht. Unter seiner Federführung entstand die Verfassung von 1812, die zwar formal die Oberherrschaft von König Ferdinand anerkannte, aber sonst sehr liberal geprägt war. Daneben schuf Carrera die ersten Staatssymbole Chiles: eine Landesfahne und ein Wappen. Die Verfassung sicherte Pressefreiheit zu; Carrera ließ die erste Druckerpresse nach Chile bringen, und unter der Leitung von Camilo Henriquez entstand die erste chilenische Zeitung, Aurora de Chile. Außenpolitisch knüpfte Carrera diplomatische Beziehungen mit den USA, die mit Joel Roberts Poinsett einen ersten Gesandten (später: Konsul) nach Chile brachten.

## Spanische Offensive („Reconquista“)

### Landung und Zug nach Chillán

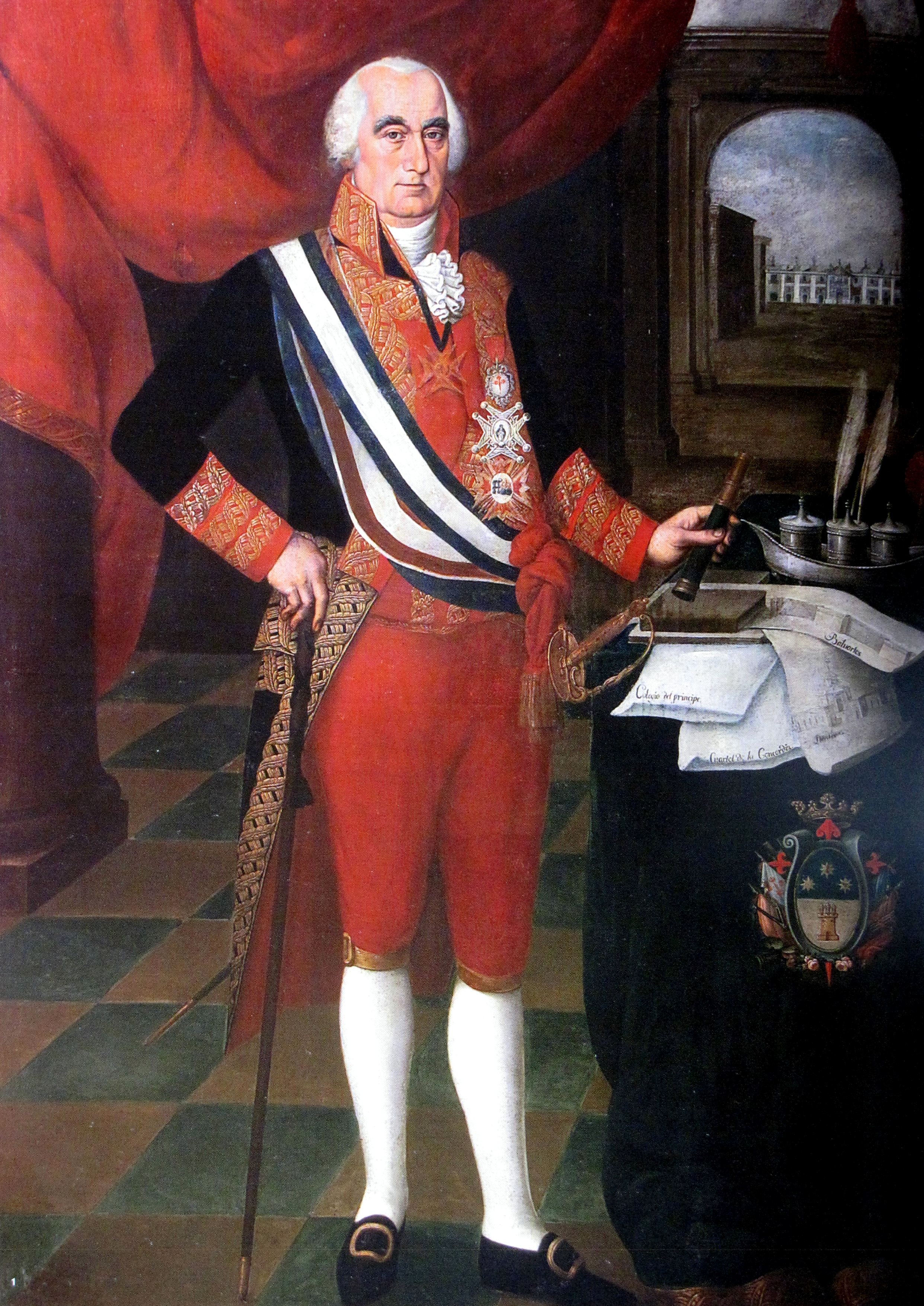
José Fernando Abascal y Sousa, Vizekönig von Peru

Erst zu Jahresbeginn 1813 unternahm Vizekönig José Fernando Abascal y Sousa Schritte zur Wiederherstellung seiner Autorität in Chile. Er setzte dabei in den südlichen Landesteilen an, da die Royalisten hier die Mehrheit bildeten. Im Februar 1813 entsandte den designierten General-Kapitän für Chile, Don Antonio Pareja, mit einer Streitmacht von 2.400 Mann nach Süden. Pareja, ein erfahrener Seeoffizier, besetzte zunächst die Inseln Chiloé und Valdivia. Nachdem er auf das Festland übergesetzt hatte, verstärkte er seine Truppe durch lokale Milizen auf nahezu 6.000 Mann und besetzte in rascher Reihenfolge San Vicente, Talcahuano, Concepción und Chillán. Die in Santiago eilig zusammengestellte Armee der Patrioten zog den Royalisten derweil entgegen und machte Talca zu ihrer Basis. Die Voraustruppen beider Seiten trafen sich am 27. April 1813 in dem chaotischen Gefecht bei Yerbas Buenas erstmals aufeinander. Nach einem zweiten Gefecht bei Las Carlos am 15. Mai 1813 zog sich Pareja endgültig nach Chillán, wo er kurz darauf an einer Krankheit verstarb. Ihm folgte der Offizier Juan Francisco Sanchez als Befehlshaber nach. Da den Patrioten klar war, dass die Royalisten zwar in die Defensive gedrängt waren, aber Verstärkung aus Peru erhalten könnten, gingen sie daran Chillán trotz des bevorstehenden Winters zu belagern. Die Belagerung von Chillán durch Carrera dauerte bis Mitte August 1813 und musste dann erfolglos abgebrochen werden.
Die Kämpfe flammten wieder auf als im Oktober 1813 unter der Führung von Gabino Gaínza Verstärkungen aus Peru eintrafen. Carrera unternahm einen weiteren Versuch die Royalisten zurückzutreiben. Dieser gipfelte am 17. Oktober im Gefecht bei El Roble, in dem die chilenischen Patrioten erstmals einen taktischen Sieg über die Royalisten Truppen erringen konnten. Politisch war der Sieg insofern von Bedeutung als der als militärisch inkompetent erscheinende Carrera an Unterstützung verlor und Anfang 1814 von seinen Ämtern zurücktreten musste. Nachfolger im Oberbefehl wurde der eher moderate Bernardo O’Higgins, der sich bei El Roble bewährt hatte. Die Regierungsgeschäfte übernahm als Director Supremo der gemäßigte Francisco de la Lastra.

### Gefecht von Cancha Rayada
In Europa hatte sich das Blatt inzwischen gewendet. Durch den Vertrag von Valençay gelangte Ferdinand VII. wieder auf den spanischen Thron und beanspruchte ab 1814 wieder die volle Souveränität auch über die Kolonien in Südamerika. Die Kämpfe in Chile zogen sich derweil dahin: Die Spanier griffen am 19. März die Truppenteile der Chilenen unter O’Higgins und am 20. März diejenigen unter dem Befehl von Juan Mackenna an, wurden aber beide Male zurückgeschlagen.
Unter dem Befehl von Manuel Blanco Encalada hatten sich in Santiago über 1000 Mann gesammelt, um Talca von den Spaniern zurückzuerobern. Am 29. März 1814 wurden sie von einer kleinen royalistischen Truppe unter dem Chilenen Angél Calvo überrascht und binnen einer Viertelstunde besiegt. Ein großer Teil des Unabhängigkeitsheeres rettete sich in Auflösung Richtung Santiago, die Royalisten nahmen darüber hinaus rund 300 Gefangene.

### Der Vertrag von Lircay und die Schlacht von Las Tres Acequias

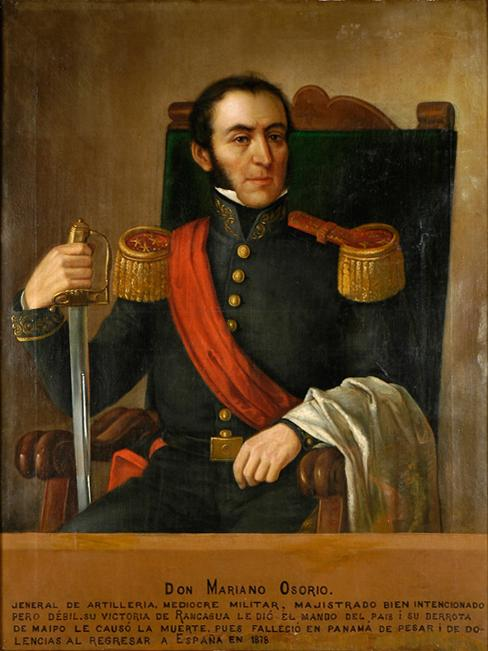
Mariano Osorio

Der General der Royalisten wartete auf weitere Verstärkung und nutzte die Zeit für Friedensverhandlungen, die unter Vermittlung des englischen Commodore James Hillyar in Santiago stattfanden und im Mai 1814 im Vertrag von Lircay mündeten. Während die Chilenen den Anspruch der spanischen Krone auf das Land anerkannten und auf ihre nationalen Symbole verzichteten, gestanden ihnen die Spanier im Gegenzug die Selbstverwaltung durch die amtierende Regierungsjunta zu.
Weder Spanier noch Chilenen hatten die Absicht, ihre Versprechungen zu halten. Der spanische Vizekönig entsandte ein weiteres Expeditionsheer unter Mariano Osorio in den Süden Chiles. Auf chilenischer Seite putschte sich José Miguel Carrera im Juli 1814 erneut an die Macht.
Während die Spanier von Süden auf Santiago marschierten, suchten Carrera und O’Higgins auf militärischem Wege die innenpolitische Entscheidung. 1600 Mann unter Carrera trafen am Nachmittag des 26. August 1814 am Ufer des Río Maipo auf die 700 Mann starken Kräfte von O’Higgins. Die Carreristas siegten.
Das Nahen der Spanier führte zur Einsicht, dass man nur gemeinsam vorgehen könne: O’Higgins gestand Carrera den Oberbefehl über das Heer zu und wurde im Gegenzug zum Heerführer der zweiten Division berufen. Während José Carrera in Santiago blieb, um die Stadt vor dem erwarteten Angriff der Spanier zu befestigen, versuchte der Rest der Unabhängigkeitsarmee unter Luis Carrera, Juan José Carrera und O’Higgins, den Vormarsch so lange wie möglich aufzuhalten.

### Schlacht von Rancagua

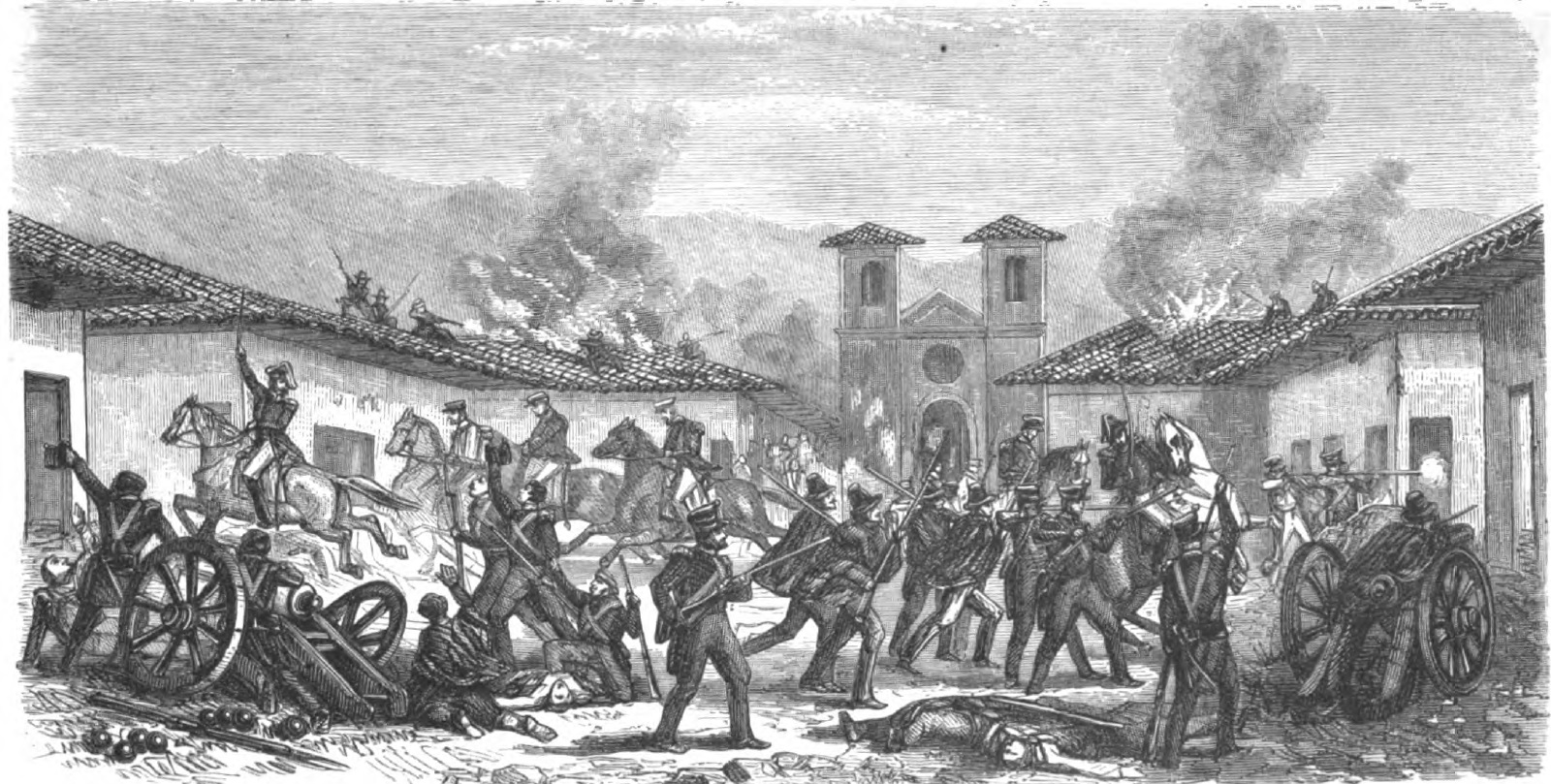
Darstellung der Schlacht von Rancagua; Druck (um 1860)

Die spanischen Truppen von rund 5000 Mann ergriffen erneut die Offensive und schlugen die Unabhängigkeitskämpfer, die von den vorangegangenen inneren Kämpfen noch geschwächt waren, in der ersten großen Auseinandersetzung am 1./2. Oktober 1814 in der Schlacht von Rancagua. Die Brüder Carrera wollten die Spanier in der Schlucht von Angostura stellen, wo sie aufgrund der Geländebeschaffenheit eine günstige Position sahen, sich trotz ihrer zahlenmäßigen Unterlegenheit (die Patriotenarmee war auf rund 1100 Soldaten geschrumpft) halten zu können und einen raschen Vormarsch der Royalisten auf Santiago zu verhindern.
Doch Bernardo O’Higgins beging einen folgenschweren Fehler und befahl seine Truppen ins Zentrum der Stadt Rancagua, wo sie am 2. Oktober 1814 von Royalisten umzingelt waren und sich am Ende des Tages geschlagen geben mussten. Die Chilenen sprechen bis heute über diese Schlacht als Desaster von Rancagua. Etliche der etwa 500 Überlebenden wurden gefangen genommen.

### Spanische Herrschaft

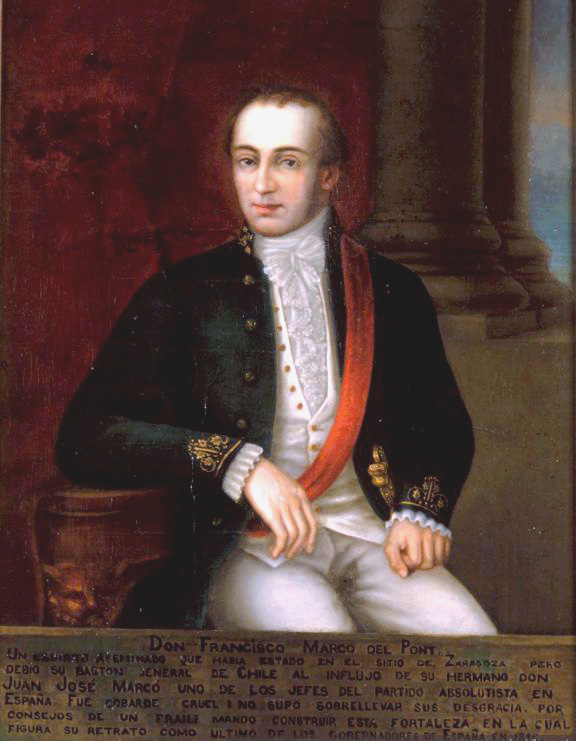
Casimiro Marcó del Pont

Kurz darauf zogen die Spanier wieder in die Hauptstadt Santiago de Chile ein. Die in Chile verbliebenen Galionsfiguren der Unabhängigkeitsbewegung, darunter Ignacio de la Carrera und etliche spätere Präsidenten Chiles, wurden auf die Juan-Fernández-Inseln verbannt. Die Phase der "alten Republik", wie sie heute in Chile genannt wird (La Patria Vieja), war vorbei.
Der Vizekönig bestätigte zunächst General Osorio als Gouverneur von Chile, löste ihn aber am 26. Dezember 1815 durch Casimiro Marcó del Pont ab, der mit absoluter Härte gegenüber den Unabhängigkeitsbestrebungen vorging. Dafür wurde eigens eine Art Polizeitruppe aufgestellt, die sich Las talaveras nannte. Die Strafverfolgungen unter Vicente San Bruno waren gefürchtet.
Nur noch einige Unabhängigkeitsanhänger unter Manuel Rodríguez Erdoíza führten eine Art Guerillakampf gegen die Spanier. Auch wenn die militärischen Erfolge dieser Aktionen bescheiden blieben, stärkten sie die Moral der Unabhängigkeitsbewegung und machten Rodríguez zum Volkshelden.

## Chilenisch-argentinische Erfolge
Nach der Niederlage von Rancagua wandte sich der größte Teil der versprengten Truppen sowie ihre Anführer Bernardo O’Higgins und José Miguel Carrera nach Argentinien, wo sie sich in der Provinz Mendoza jenseits der Anden sammelten. Dort war seit September 1814 José de San Martin als Gouverneur im Amt, der sich als Offizier bereits in Spanien und Argentinien hervorgetan hatte. Dieser hatte sich der panamerikanischen Unabhängigkeitsbewegung verschrieben und schlug der argentinischen Regierung vor eine neue Armee aufzustellen. Diese sollte zuerst Chile befreien um dann von dort aus Peru zu erobern. Im Erfolgsfall wäre auch eine Bedrohung der jungen argentinischen Unabhängigkeit beseitigt, weshalb die argentinische Regierung dem Plan zustimmte.
Die chilenische Führung im argentinischen Exil war gespalten. Während sich O’Higgins mit José de San Martín verbündete, dem Befehlshaber der Provinz Mendoza, wandten sich die Carrera-Brüder gegen ihn. Sie wurden in Mendoza wegen Verschwörung hingerichtet.

### Andenüberquerung
In Mendoza fand die chilenische Unabhängigkeitsbewegung Unterstützung durch José de San Martin. Dieser sammelte bis Anfang 1817 eine Armee aus etwa 4000 Argentiniern und versprengten Angehörigen der chilenischen Truppen.
Obwohl die Spanier in Chile über etwa 8000 Mann verfügten, entschied sich San Martín zur Offensive. Am 12. Januar 1817 brach er auf und überquerte mit 2800 Mann, 1600 Pferden und 12 Geschützen, sowie über 9000 Maultieren die Anden. Sein Zug sollte später mit der Alpenüberquerung von Hannibal verglichen werden; auf dem Weg verlor er ein Drittel seiner Männer und die Hälfte der Tiere.

### Schlacht von Chacabuco

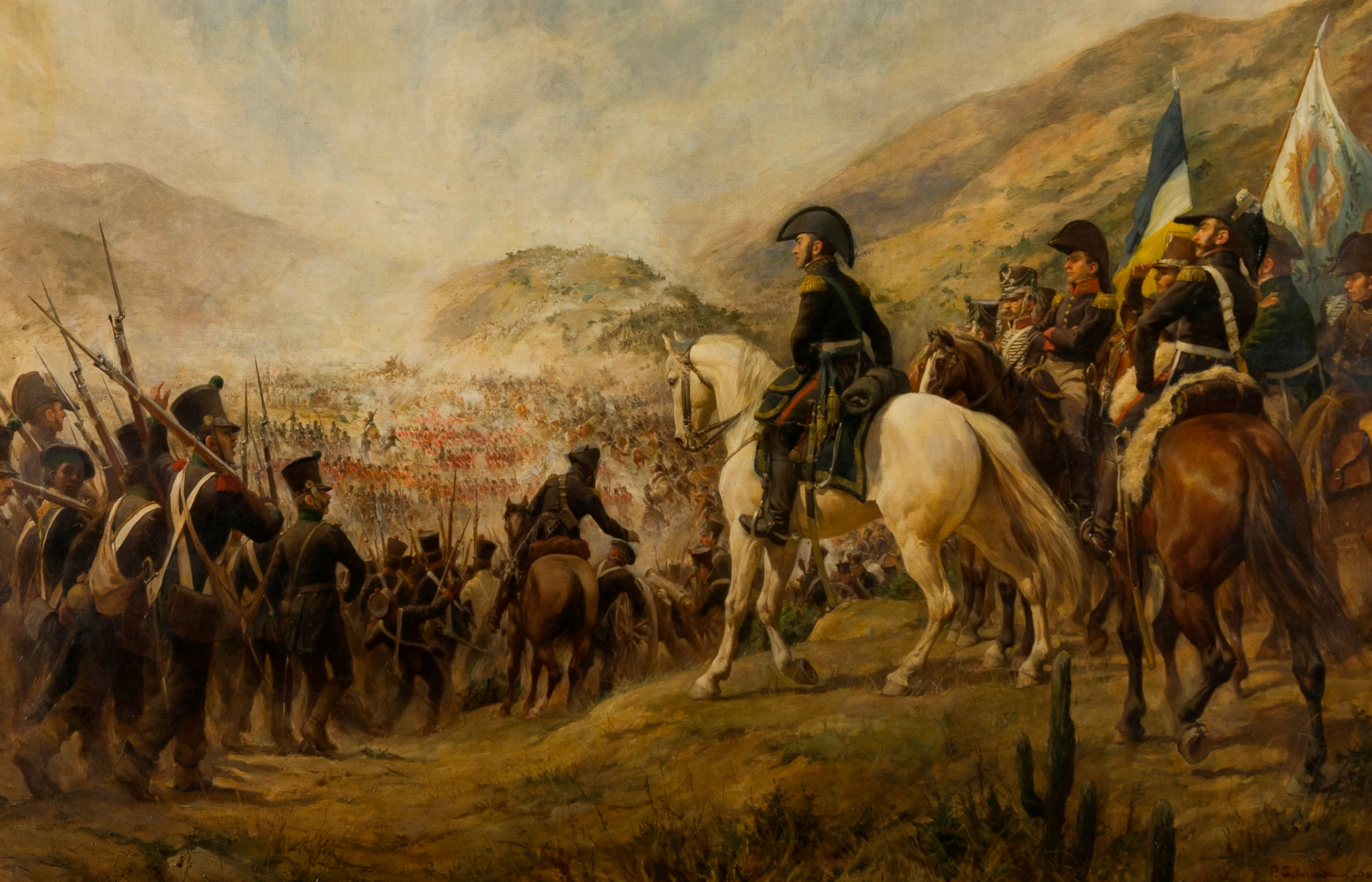
Darstellung der Schlacht von Chacabuco

Die Spanier waren von Santiago mit 1500 Mann unter dem Befehl von Brigadier Rafael Maroto nach Norden geeilt, um die Andenarmee zu stellen. Maroto wechselte seine Position Richtung Süden, nach Beratung mit dem Gouverneur kehrte er aber nach Chacabuco zurück. San Martín wusste, dass die numerische Überlegenheit der Chilenen und Argentinier nicht lang vorhalten würde und suchte die schnelle Entscheidung. Am 12. Februar 1817 schlug er die spanische Armee in der Schlacht von Chacabuco und konnte zwei Tage später in Santiago einziehen.

### Unabhängigkeit
Der siegreiche San Martín wurde in Santiago zum Director Supremo ausgerufen, verzichtete aber zugunsten von O’Higgins. Am ersten Jahrestag der Schlacht von Chacabuco rief er offiziell die Unabhängigkeit Chiles aus. Dieser Tag markiert den Beginn der "Neuen Republik" (Patria Nueva) in Chile. In Lima hatte bereits am 7. Juli 1816 Joaquín de la Pezuela sein Amt als Vizekönig von Peru angetreten. Pezuela war der Schwiegervater von Mariano Osorio.

## Sieg der Chilenen

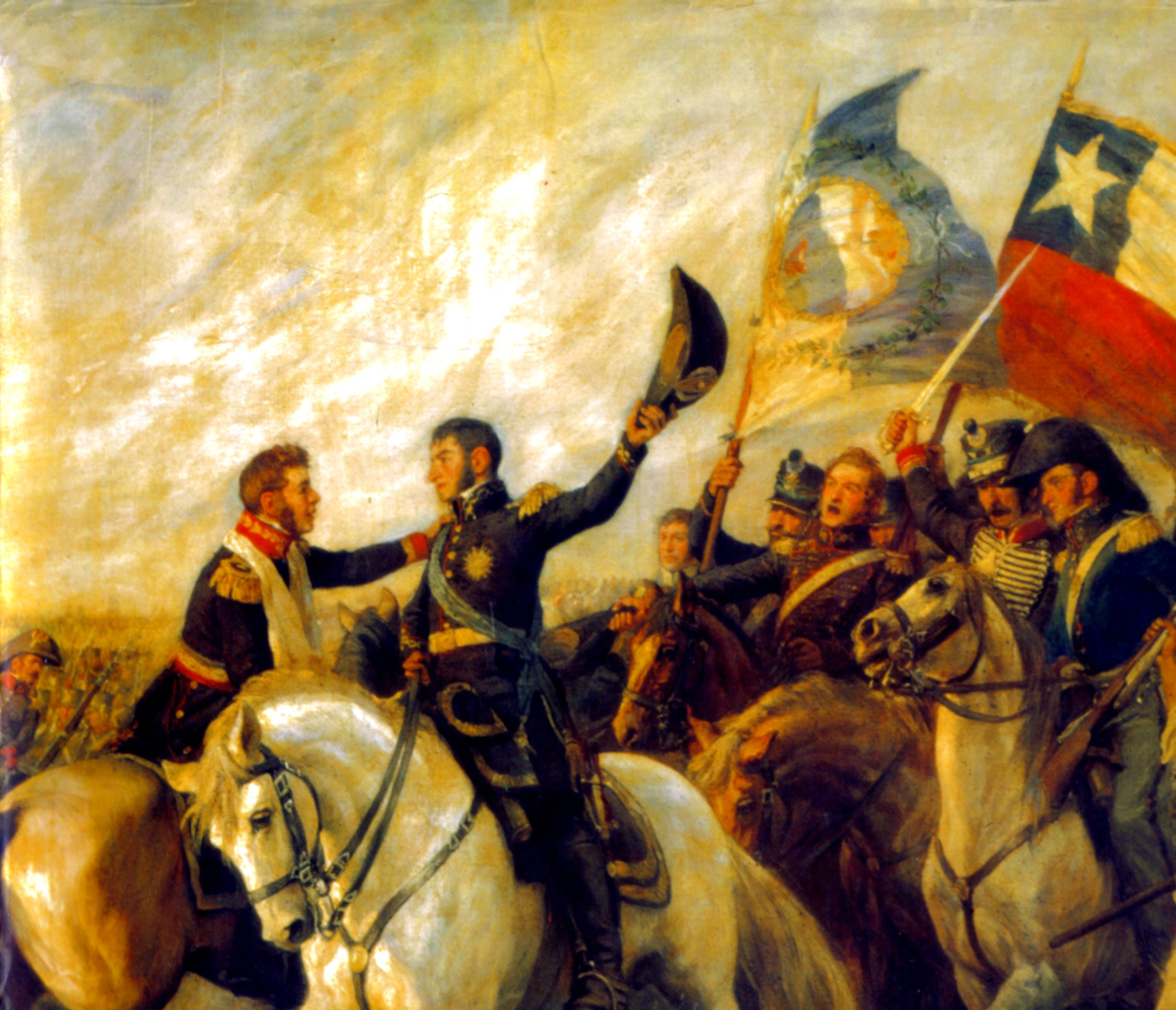
El abrazo de Maipú: Bernardo O’Higgins umarmt José de San Martin nach der gewonnenen Schlacht von Maipú

### Zweite Schlacht von Cancha Rayada
Die spanischen Verbände hatten sich im Süden mit indianischen Freischärlern vom Volk der Mapuche vereinigt. Die Royalisten verschanzten sich in Talca, während die Chilenen unter San Martín auf der Ebene von Cancha Rayada lagerten. Völlig überraschend machten die Spanier am Abend des 16. März 1818 gegen halb acht Uhr abends einen Ausfall und überraschten die unbefestigte Vorhut der Andenarmee. O’Higgins wurde am Arm verwundet, die Chilenen ergriffen die Flucht.
Am 21. März hatten sich die versprengten chilenischen Kräfte in San Fernando wieder vereinigt. Unterdessen erreichten die Neuigkeiten von der Niederlage die Hauptstadt Santiago. Gerüchte vom Tod O’Higgins’ und San Martíns machten die Runde; etliche Veteranen des Unabhängigkeitskrieges machten sich an einen erneuten Exodus nach Mendoza. Der Freiheitsheld Manuel Rodríguez schaffte es, den Bürgern von Santiago mit seinem Schlachtruf: „Bürger, noch haben wir ein Vaterland!“ (spanisch: „¡Aún tenemos Patria, ciudadanos!“) wieder Mut zuzusprechen. Bis O’Higgins in Santiago anlangte, erhob sich Rodríguez für einen Tag zum Director Supremo.

### Schlacht von Maipú und Rückzug der Royalisten in den Süden
Aufgrund seiner Verwundung konnte O’Higgins selbst nicht mehr das Kommando führen und übergab den Oberbefehl alleine an José San Martín. Am 5. April 1818 stellte San Martín die Spanier im hügeligen Gelände in der Schlacht von Maipú und besiegte sie in sechsstündigem Kampf. General Osorio floh und überließ das Kommando der Royalisten dem Obersten José Ordóñez. 2000 Spanier fielen, 3000 gerieten in Gefangenschaft; die Andenarmee verlor etwa 1000 Mann im Kampf.

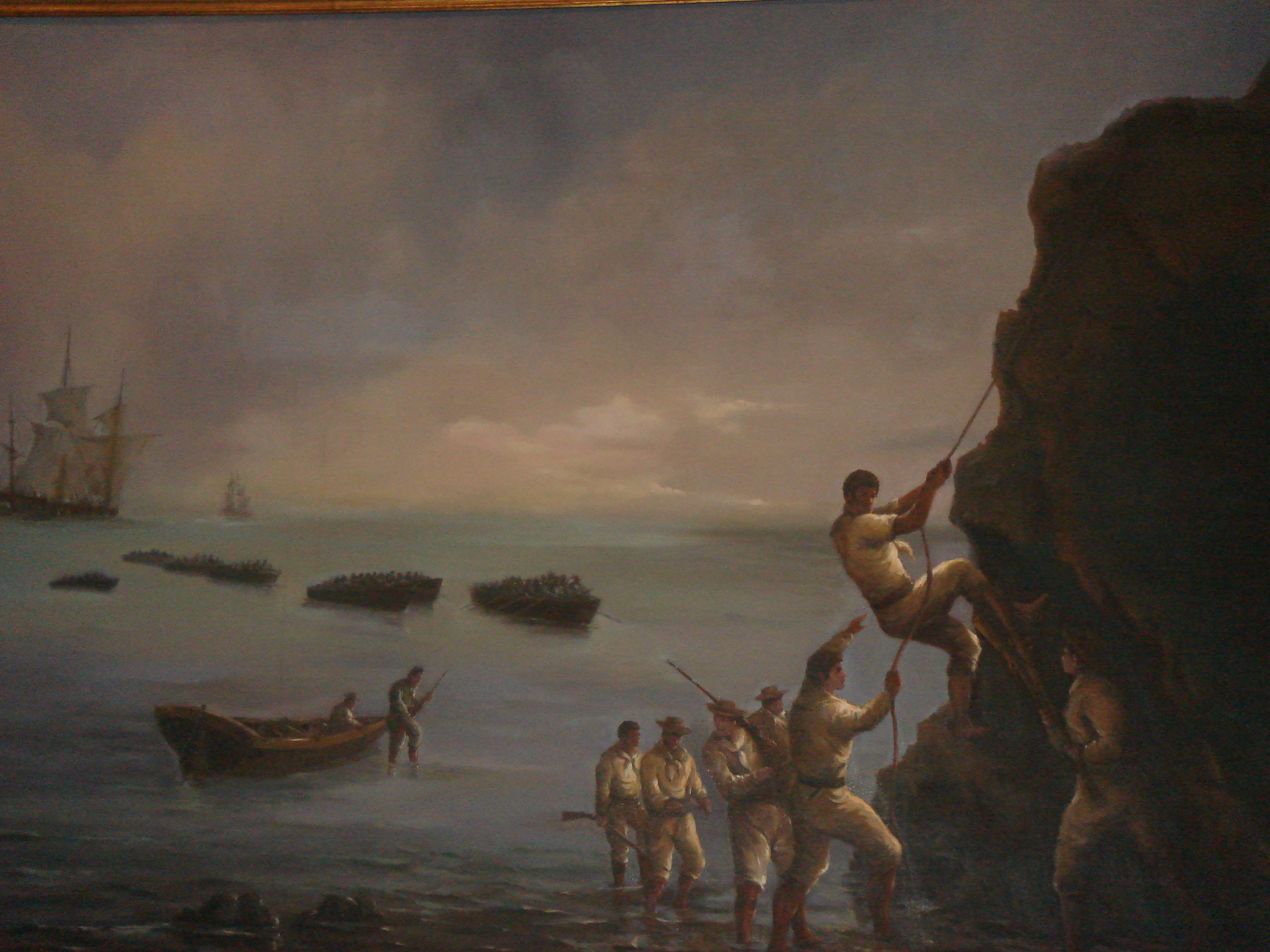
Rückeroberung Valdivias durch die Chilenen; Gemälde (vor 1891)

Die Spanier zogen sich nach der katastrophalen Niederlage in der Schlacht von Maipú aus Zentralchile in die südliche Hafenstadt Valdivia und auf die Insel Chiloé zurück. Erst nachdem es den Chilenen gelungen war, eine kleine Flotte zu schaffen, gelang auch die Einnahme dieser letzten spanischen Stützpunkte. Im Jahre 1820 eroberte eine chilenische Flotte unter Thomas Cochrane das schwer befestigte Valdivia, 1826 wurde schließlich auch Chiloé eingenommen.

## Folgen
Mit dem Sieg der Unabhängigkeitsbewegung 1817 setzte die große Rückkehr der Verbannten von den Juan-Fernández-Inseln ein. Bernardo O’Higgins regierte Chile als Präsident bis 1823. Gleichzeitig wurde der Konflikt jedoch auch gegen die einheimischen Royalisten als Guerra a Muerte („Krieg bis zum Tod“) fortgesetzt. Den Höhepunkt dieser Entwicklung bildete der Chilenische Bürgerkrieg in den Jahren 1829 bis 1833.